# Tziscao
Tziscao es una localidad del estado mexicano de Chiapas. Es parte del municipio de La Trinitaria.

## Demografía
| Gráfica de evolución demográfica |
|                                  |

| Censo | Población |
| ----- | --------- |
| 1910  | 500       |
| 1921  | 281       |
| 1930  | 463       |
| 1940  | 386       |
| 1950  | 444       |
| 1960  | 489       |
| 1970  | 514       |
| 1980  | 757       |
| 1990  | 898       |
| 2000  | 1 319     |
| 2010  | 1 562     |
| 2020  | 1 939     |